# Linyphia consanguinea
Linyphia consanguinea là một loài nhện trong họ Linyphiidae.
Loài này thuộc chi Linyphia. Linyphia consanguinea được Octavius Pickard-Cambridge miêu tả năm 1885.